# 國際摩托車賽車協會
國際摩托車賽車協會（法語：Fédération Internationale de Motocyclisme，簡稱：FIM），1904年12月21日於法國巴黎成立，1959年會址遷往瑞士日內瓦，現總部設於瑞士米村，是一個統籌全世界各種摩托車賽事的國際性非營利體育組織。旗下共有103個地方性的摩托車協會和65個世界性的錦標賽事。